# Sylvia Chelangat
Sylvia Chelangat (5 de abril de 2004) es una deportista de Kenia que compite en atletismo. Ganó una medalla de bronce en el Campeonato Mundial de Atletismo Sub-20 de 2021, en la prueba de 400 m.